# Крезь (пісня)
Крезь (гур) — один з видів співу у фольклорі північних удмуртів, протилежний мадь. Вперше спів удмуртів на два види поділила фольклорист та музикознавець Марина Ходирєва.
Крезь — це наспів, мелодія, мотив, пісня без слів. Він є складовою та невідємною частиною обрядів удмуртів, яка допомагає слухачам осмислити та відчути події, що відбуваються.